# Lydia Lamaison
Lydia Lamaison (5. srpna 1914, Mendoza, Argentina – 20. února 2012, Buenos Aires, Argentina) byla argentinská herečka. Hrála v mnoha filmech i seriálech, např. Divoký anděl, Milosrdné lži a Děvka a velryba.

## Role

### Film
- 1940: Alas de mi patria
- 1941: La hora de las sorpresas
- 1942: Una novia en apuros
- 1959: La caída
- 1960: Fin de fiesta
- 1960: Un guapo del 900
- 1961: El romance de un gaucho
- 1962: El último piso
- 1963: Una excursión a los indios ranqueles
- 1964: El demonio en la sangre
- 1964: El octavo infierno, cárcel de mujeres
- 1964: Circe
- 1965: Los tímidos visten de gris
- 1968: En mi casa mando yo
- 1969: La fiaca
- 1971: El ayudante
- 1972: Disputas en la cama
- 1975: Bodas de cristal
- 1984: Pasajeros de una pesadilla
- 1984: En retirada
- 2003: Ciudad del sol
- 2004: La puta y la ballena
- 2009: Mentiras piadosas

### Divadlo
- 1940, Madame Curie
- Doña Disparate y Bambuco

### Televize
- 1965: Alta comedia
- 1966: Voy a hablar de la esperanza
- 1969: Muchacha italiana viene a casarse
- 1970: Esta noche... miedo
- 1972: Los físicos
- 1974: Los bulbos
- 1977: Mi hermano Javier
- 1980: Rosa... de lejos
- 1981: Las 24 horas
- 1981: Hay que educar a papá
- 1983: Situación limite
- 1985: Momento de incertidumbre
- 1985: Rompecabezas
- 1987: Tu mundo y el mío
- 1992: Soy Gina
- 1993: Celeste, siempre Celeste
- 1994: Nano (seriál)|Nano
- 1995: Nueve lunas
- 1996: Zíngara
- 1997: De corazón
- 1998: La condena de Gabriel Doyle
- 1998: Como vos & yo
- 1998: Muñeca brava
- 2000: Los médicos (de hoy)
- 2001: Provócame
- 2003: Son amores
- 2004: Jesús, el heredero
- 2006: Collar de Esmeraldas
- 2008: Mujeres de nadie